# Wereldkampioenschappen boogschieten 1948
De wereldkampioenschappen boogschieten 1948 waren door de Fédération Internationale de Tir à l'Arc (FITA) georganiseerde kampioenschappen voor boogschutters. De 12e editie van de wereldkampioenschappen vond plaats in de Britse hoofdstad Londen van 9 tot en met 14 augustus 1948.

## Medailles

### Recurve
| Onderdeel             | Goud | Goud                                                     | Zilver | Zilver                                            | Brons | Brons                                                    |
| --------------------- | ---- | -------------------------------------------------------- | ------ | ------------------------------------------------- | ----- | -------------------------------------------------------- |
| Mannen (individueel)  | SWE  | Hans Deutgen                                             | DEN    | Einar Tang-Holbek                                 | TCH   | Josef Brejcha                                            |
| Mannen (team)         | SWE  | Hans Deutgen Sture Lindberg Tage Ljungkvist Erik Trolle  | DEN    | Henning Peterson Einar Tang-Holbek Arne Vangbaeck | TCH   | Josef Brejcha Václav Karola Josef Kasal Jaroslav Leneček |
| Vrouwen (individueel) | GBR  | Petronella Burr                                          | TCH    | Dana Picková                                      | TCH   | Helena Sachová                                           |
| Vrouwen (team)        | TCH  | Dana Picková Marta Resslova Sárka Ročková Helena Sachová | GBR    | Bilson Petronella Burr Philome Dames              | DEN   | Benny Henriksen Jørgensen Ketty Madsen Sofia Rasmussen   |

### Medaillespiegel
| Plaats | Land                | Goud | Zilver | Brons | Totaal |
| 1      | Zweden              | 2    | 0      | 0     | 2      |
| 2      | Tsjecho-Slowakije   | 1    | 1      | 3     | 5      |
| 3      | Verenigd Koninkrijk | 1    | 1      | 0     | 2      |
| 4      | Denemarken          | 0    | 2      | 1     | 3      |
| Totaal | Totaal              | 4    | 4      | 4     | 12     |